# Lista de premiados e finalistas do prémio Booker
Em 1993, o Prémio "Booker dos Booker" foi atribuído a Salman Rushdie pela obra Midnight's Children (vencedora em 1981), tida como a melhor obra de ficção dos primeiros 25 anos de atribuição do prémio.
A lista curta das obras escolhidas como finalistas ao Prémio Man Booker inclui em destaque a obra vencedora.
| Ano                                              | Autor                | Obra                                        | Editor                                | Pres. júri                 | Júri                                                                                     |
| ------------------------------------------------ | -------------------- | ------------------------------------------- | ------------------------------------- | -------------------------- | ---------------------------------------------------------------------------------------- |
| 1969                                             | P. H. Newby          | Something to Answer For                     | Faber & Faber                         | W. L. Webb                 | - Dame Rebecca West - Stephen Spender - Frank Kermode - David Farrer                     |
| 1969                                             | Barry England        | Figures in a Landscape                      | Jonathan Cape                         | W. L. Webb                 | - Dame Rebecca West - Stephen Spender - Frank Kermode - David Farrer                     |
| 1969                                             | Nicholas Mosley      | Impossible Object                           | Hodder & Stoughton                    | W. L. Webb                 | - Dame Rebecca West - Stephen Spender - Frank Kermode - David Farrer                     |
| 1969                                             | Iris Murdoch         | The Nice and the Good                       | Chatto and Windus                     | W. L. Webb                 | - Dame Rebecca West - Stephen Spender - Frank Kermode - David Farrer                     |
| 1969                                             | Muriel Spark         | The Public Image                            | Macmillan                             | W. L. Webb                 | - Dame Rebecca West - Stephen Spender - Frank Kermode - David Farrer                     |
| 1969                                             | G. M. Williams       | From Scenes like These                      | Secker and Warburg                    | W. L. Webb                 | - Dame Rebecca West - Stephen Spender - Frank Kermode - David Farrer                     |
| 1970                                             | Bernice Rubens       | The Elected Member                          | Eyre & Spottiswoode                   | David Holloway             | - Dame Rebecca West - Lady Antonia Fraser - Ross Higgins - Richard Hoggart               |
| 1970                                             | A. L. Barker         | John Brown's Body                           | Hogarth Press                         | David Holloway             | - Dame Rebecca West - Lady Antonia Fraser - Ross Higgins - Richard Hoggart               |
| 1970                                             | Elizabeth Bowen      | Eva Trout                                   | Jonathan Cape                         | David Holloway             | - Dame Rebecca West - Lady Antonia Fraser - Ross Higgins - Richard Hoggart               |
| 1970                                             | Iris Murdoch         | Bruno's Dream                               | Chatto & Windus                       | David Holloway             | - Dame Rebecca West - Lady Antonia Fraser - Ross Higgins - Richard Hoggart               |
| 1970                                             | William Trevor       | Mrs Eckdorf in O'Neill's Hotel              | Bodley Head                           | David Holloway             | - Dame Rebecca West - Lady Antonia Fraser - Ross Higgins - Richard Hoggart               |
| 1970                                             | T. W. Wheeler        | The Conjunction                             | Angus & Robertson                     | David Holloway             | - Dame Rebecca West - Lady Antonia Fraser - Ross Higgins - Richard Hoggart               |
| 1970 Prémio Man Booker Perdido Atribuído em 2010 | J. G. Farrell        | Troubles                                    | Phoenix                               | n/a                        | - Rachel Cooke - Katie Derham - Tobias Hill                                              |
| 1970 Prémio Man Booker Perdido Atribuído em 2010 | Nina Bawden          | The Birds on the Trees                      | Virago                                | n/a                        | - Rachel Cooke - Katie Derham - Tobias Hill                                              |
| 1970 Prémio Man Booker Perdido Atribuído em 2010 | Shirley Hazzard      | The Bay of Noon                             | Virago                                | n/a                        | - Rachel Cooke - Katie Derham - Tobias Hill                                              |
| 1970 Prémio Man Booker Perdido Atribuído em 2010 | Mary Renault         | Fire From Heaven                            | Arrow                                 | n/a                        | - Rachel Cooke - Katie Derham - Tobias Hill                                              |
| 1970 Prémio Man Booker Perdido Atribuído em 2010 | Muriel Spark         | The Driver's Seat                           | Penguin                               | n/a                        | - Rachel Cooke - Katie Derham - Tobias Hill                                              |
| 1970 Prémio Man Booker Perdido Atribuído em 2010 | Patrick White        | The Vivisector                              | Vintage                               | n/a                        | - Rachel Cooke - Katie Derham - Tobias Hill                                              |
| 1971                                             | V. S. Naipaul        | In a Free State                             | Deutsch                               | John Gross                 | - Saul Bellow - John Fowles - Lady Antonia Fraser - Philip Toynbee                       |
| 1971                                             | Thomas Kilroy        | The Big Chapel                              | Faber & Faber                         | John Gross                 | - Saul Bellow - John Fowles - Lady Antonia Fraser - Philip Toynbee                       |
| 1971                                             | Doris Lessing        | Briefing for a Descent into Hell            | Jonathan Cape                         | John Gross                 | - Saul Bellow - John Fowles - Lady Antonia Fraser - Philip Toynbee                       |
| 1971                                             | Mordecai Richler     | St Urbain's Horseman                        | Weidenfeld & Nicolson                 | John Gross                 | - Saul Bellow - John Fowles - Lady Antonia Fraser - Philip Toynbee                       |
| 1971                                             | Derek Robinson       | Goshawk Squadron                            | Heinemann                             | John Gross                 | - Saul Bellow - John Fowles - Lady Antonia Fraser - Philip Toynbee                       |
| 1971                                             | Elizabeth Taylor     | Mrs. Palfrey at the Claremont               | Chatto & Windus                       | John Gross                 | - Saul Bellow - John Fowles - Lady Antonia Fraser - Philip Toynbee                       |
| 1972                                             | John Berger          | G.                                          | Weidenfeld & Nicolson                 | Cyril Connolly             | - George Steiner - Elizabeth Bowen                                                       |
| 1972                                             | Susan Hill           | The Bird of Night                           | Hamish Hamilton                       | Cyril Connolly             | - George Steiner - Elizabeth Bowen                                                       |
| 1972                                             | Thomas Keneally      | The Chant of Jimmie Blacksmith              | Angus & Robertson                     | Cyril Connolly             | - George Steiner - Elizabeth Bowen                                                       |
| 1972                                             | David Storey         | Pasmore                                     | Longman                               | Cyril Connolly             | - George Steiner - Elizabeth Bowen                                                       |
| 1973                                             | J. G. Farrell        | The Siege of Krishnapur                     | Weidenfeld & Nicolson                 | Karl Miller                | - Edna O'Brien - Mary McCarthy                                                           |
| 1973                                             | Beryl Bainbridge     | The Dressmaker                              | Duckworth                             | Karl Miller                | - Edna O'Brien - Mary McCarthy                                                           |
| 1973                                             | Elizabeth Mavor      | The Green Equinox                           | Michael Joseph                        | Karl Miller                | - Edna O'Brien - Mary McCarthy                                                           |
| 1973                                             | Iris Murdoch         | The Black Prince                            | Chatto & Windus                       | Karl Miller                | - Edna O'Brien - Mary McCarthy                                                           |
| 1974                                             | Nadine Gordimer      | The Conservationist                         | Jonathan Cape                         | Ion Trewin                 | - A. S. Byatt - Elizabeth Jane Howard                                                    |
| 1974                                             | Stanley Middleton    | Holiday                                     | Hutchinson                            | Ion Trewin                 | - A. S. Byatt - Elizabeth Jane Howard                                                    |
| 1974                                             | Kingsley Amis        | Ending Up                                   | Jonathan Cape                         | Ion Trewin                 | - A. S. Byatt - Elizabeth Jane Howard                                                    |
| 1974                                             | Beryl Bainbridge     | The Bottle Factory Outing                   | Duckworth                             | Ion Trewin                 | - A. S. Byatt - Elizabeth Jane Howard                                                    |
| 1974                                             | C. P. Snow           | In Their Wisdom                             | Macmillan                             | Ion Trewin                 | - A. S. Byatt - Elizabeth Jane Howard                                                    |
| 1975                                             | Ruth Prawer Jhabvala | Heat and Dust                               | John Murray                           | Angus Wilson               | - Peter Ackroyd - Susan Hill - Roy Fuller                                                |
| 1975                                             | Thomas Keneally      | Gossip from the Forest                      | Collins                               | Angus Wilson               | - Peter Ackroyd - Susan Hill - Roy Fuller                                                |
| 1976                                             | David Storey         | Saville                                     | Jonathan Cape                         | Walter Allen               | - Mary Wilson - Francis King                                                             |
| 1976                                             | André Brink          | An Instant in the Wind                      | W. H. Allen                           | Walter Allen               | - Mary Wilson - Francis King                                                             |
| 1976                                             | R. C. Hutchinson     | Rising                                      | Michael Joseph                        | Walter Allen               | - Mary Wilson - Francis King                                                             |
| 1976                                             | Brian Moore          | The Doctor's Wife                           | Jonathan Cape                         | Walter Allen               | - Mary Wilson - Francis King                                                             |
| 1976                                             | Julian Rathbone      | King Fisher Lives                           | Michael Joseph                        | Walter Allen               | - Mary Wilson - Francis King                                                             |
| 1976                                             | William Trevor       | The Children of Dynmouth                    | Bodley Head                           | Walter Allen               | - Mary Wilson - Francis King                                                             |
| 1977                                             | Paul Scott           | Staying On                                  | Heinemann                             | Philip Larkin              | - Beryl Bainbridge - Brendon Gill - David Hughes - Robin Ray                             |
| 1977                                             | Paul Bailey          | Peter Smart's Confessions                   | Jonathan Cape                         | Philip Larkin              | - Beryl Bainbridge - Brendon Gill - David Hughes - Robin Ray                             |
| 1977                                             | Caroline Blackwood   | Great Granny Webster                        | Duckworth                             | Philip Larkin              | - Beryl Bainbridge - Brendon Gill - David Hughes - Robin Ray                             |
| 1977                                             | Jennifer Johnston    | Shadows on our Skin                         | Hamish Hamilton                       | Philip Larkin              | - Beryl Bainbridge - Brendon Gill - David Hughes - Robin Ray                             |
| 1977                                             | Penelope Lively      | The Road to Lichfield                       | Heinemann                             | Philip Larkin              | - Beryl Bainbridge - Brendon Gill - David Hughes - Robin Ray                             |
| 1977                                             | Barbara Pym          | Quartet in Autumn                           | Macmillan                             | Philip Larkin              | - Beryl Bainbridge - Brendon Gill - David Hughes - Robin Ray                             |
| 1978                                             | Iris Murdoch         | The Sea, the Sea                            | Chatto & Windus                       | Sir Alfred Ayer            | - Derwent May - P. H. Newby - Angela Huth - Clare Boylan                                 |
| 1978                                             | Kingsley Amis        | Jake's Thing                                | Hutchinson                            | Sir Alfred Ayer            | - Derwent May - P. H. Newby - Angela Huth - Clare Boylan                                 |
| 1978                                             | André Brink          | Rumours of Rain                             | W. H. Allen                           | Sir Alfred Ayer            | - Derwent May - P. H. Newby - Angela Huth - Clare Boylan                                 |
| 1978                                             | Penelope Fitzgerald  | The Bookshop                                | Duckworth                             | Sir Alfred Ayer            | - Derwent May - P. H. Newby - Angela Huth - Clare Boylan                                 |
| 1978                                             | Jane Gardam          | God on the Rocks                            | Hamish Hamilton                       | Sir Alfred Ayer            | - Derwent May - P. H. Newby - Angela Huth - Clare Boylan                                 |
| 1978                                             | Bernice Rubens       | A Five-Year Sentence                        | W. H. Allen                           | Sir Alfred Ayer            | - Derwent May - P. H. Newby - Angela Huth - Clare Boylan                                 |
| 1979                                             | Penelope Fitzgerald  | Offshore                                    | Collins                               | Lord Asa Briggs            | - Benny Green - Michael Ratcliffe - Hilary Spurling - Paul Theroux                       |
| 1979                                             | Thomas Keneally      | Confederates                                | Collins                               | Lord Asa Briggs            | - Benny Green - Michael Ratcliffe - Hilary Spurling - Paul Theroux                       |
| 1979                                             | V. S. Naipaul        | A Bend in the River                         | Deutsch                               | Lord Asa Briggs            | - Benny Green - Michael Ratcliffe - Hilary Spurling - Paul Theroux                       |
| 1979                                             | Julian Rathbone      | Joseph                                      | Michael Joseph                        | Lord Asa Briggs            | - Benny Green - Michael Ratcliffe - Hilary Spurling - Paul Theroux                       |
| 1979                                             | Fay Weldon           | Praxis                                      | Hodder & Stoughton                    | Lord Asa Briggs            | - Benny Green - Michael Ratcliffe - Hilary Spurling - Paul Theroux                       |
| 1980                                             | William Golding      | Rites of Passage                            | Faber & Faber                         | David Daiches              | - Ronald Blythe - Margaret Foster - Claire Tomalin - Brian Wenham                        |
| 1980                                             | Anthony Burgess      | Earthly Powers                              | Hutchinson                            | David Daiches              | - Ronald Blythe - Margaret Foster - Claire Tomalin - Brian Wenham                        |
| 1980                                             | Anita Desai          | Clear Light of Day                          | Heinemann                             | David Daiches              | - Ronald Blythe - Margaret Foster - Claire Tomalin - Brian Wenham                        |
| 1980                                             | Alice Munro          | The Beggar Maid                             | Viking                                | David Daiches              | - Ronald Blythe - Margaret Foster - Claire Tomalin - Brian Wenham                        |
| 1980                                             | Julia O'Faolain      | No Country for Young Men                    | Viking                                | David Daiches              | - Ronald Blythe - Margaret Foster - Claire Tomalin - Brian Wenham                        |
| 1980                                             | Barry Unsworth       | Pascali's Island                            | Michael Joseph                        | David Daiches              | - Ronald Blythe - Margaret Foster - Claire Tomalin - Brian Wenham                        |
| 1980                                             | J. L. Carr           | A Month in the Country                      | Harvester                             | David Daiches              | - Ronald Blythe - Margaret Foster - Claire Tomalin - Brian Wenham                        |
| 1981                                             | Salman Rushdie       | Midnight's Children                         | Jonathan Cape                         | Professor Malcolm Bradbury | - Brian Aldiss - Joan Bakewell - Samuel Hynes - Hermione Lee                             |
| 1981                                             | Molly Keane          | Good Behaviour                              | Deutsch                               | Professor Malcolm Bradbury | - Brian Aldiss - Joan Bakewell - Samuel Hynes - Hermione Lee                             |
| 1981                                             | Doris Lessing        | The Sirian Experiments                      | Jonathan Cape                         | Professor Malcolm Bradbury | - Brian Aldiss - Joan Bakewell - Samuel Hynes - Hermione Lee                             |
| 1981                                             | Ian McEwan           | The Comfort of Strangers                    | Jonathan Cape                         | Professor Malcolm Bradbury | - Brian Aldiss - Joan Bakewell - Samuel Hynes - Hermione Lee                             |
| 1981                                             | Ann Schlee           | Rhine Journey                               | Macmillan                             | Professor Malcolm Bradbury | - Brian Aldiss - Joan Bakewell - Samuel Hynes - Hermione Lee                             |
| 1981                                             | Muriel Spark         | Loitering with Intent                       | Bodley Head                           | Professor Malcolm Bradbury | - Brian Aldiss - Joan Bakewell - Samuel Hynes - Hermione Lee                             |
| 1981                                             | D. M. Thomas         | The White Hotel                             | Gollancz                              | Professor Malcolm Bradbury | - Brian Aldiss - Joan Bakewell - Samuel Hynes - Hermione Lee                             |
| 1982                                             | Thomas Keneally      | Schindler's Ark                             | Hodder & Staughton                    | John Carey                 | - Paul Bailey - Frank Delaney - Janet Morgan - Lorna Sage                                |
| 1982                                             | John Arden           | Silence Among the Weapons                   | Methuen                               | John Carey                 | - Paul Bailey - Frank Delaney - Janet Morgan - Lorna Sage                                |
| 1982                                             | William Boyd         | An Ice-Cream War                            | Hamish Hamilton                       | John Carey                 | - Paul Bailey - Frank Delaney - Janet Morgan - Lorna Sage                                |
| 1982                                             | Lawrence Durrell     | Constance or Solitary Practices             | Faber & Faber                         | John Carey                 | - Paul Bailey - Frank Delaney - Janet Morgan - Lorna Sage                                |
| 1982                                             | Alice Thomas Ellis   | The 27th Kingdom                            | Duckworth                             | John Carey                 | - Paul Bailey - Frank Delaney - Janet Morgan - Lorna Sage                                |
| 1982                                             | Timothy Mo           | Sour Sweet                                  | Deutsch                               | John Carey                 | - Paul Bailey - Frank Delaney - Janet Morgan - Lorna Sage                                |
| 1983                                             | J. M. Coetzee        | Life & Times of Michael K                   | Secker & Warburg                      | Fay Weldon                 | - Angela Carter - Terence Kilmartin - Peter Porter - Libby Purves                        |
| 1983                                             | Malcolm Bradbury     | Rates of Exchange                           | Secker & Warburg                      | Fay Weldon                 | - Angela Carter - Terence Kilmartin - Peter Porter - Libby Purves                        |
| 1983                                             | John Fuller          | Flying to Nowhere                           | Salamander                            | Fay Weldon                 | - Angela Carter - Terence Kilmartin - Peter Porter - Libby Purves                        |
| 1983                                             | Anita Mason          | The Illusionist                             | Hamish Hamilton                       | Fay Weldon                 | - Angela Carter - Terence Kilmartin - Peter Porter - Libby Purves                        |
| 1983                                             | Salman Rushdie       | Shame                                       | Jonathan Cape                         | Fay Weldon                 | - Angela Carter - Terence Kilmartin - Peter Porter - Libby Purves                        |
| 1983                                             | Graham Swift         | Waterland                                   | Heinemann                             | Fay Weldon                 | - Angela Carter - Terence Kilmartin - Peter Porter - Libby Purves                        |
| 1984                                             | Anita Brookner       | Hotel du Lac                                | Jonathan Cape                         | Professor Richard Cobb     | - Anthony Curtis - Polly Devlin - John Fuller - Ted Rowlands                             |
| 1984                                             | J. G. Ballard        | Empire of the Sun                           | Gollancz                              | Professor Richard Cobb     | - Anthony Curtis - Polly Devlin - John Fuller - Ted Rowlands                             |
| 1984                                             | Julian Barnes        | Flaubert's Parrot                           | Jonathan Cape                         | Professor Richard Cobb     | - Anthony Curtis - Polly Devlin - John Fuller - Ted Rowlands                             |
| 1984                                             | Anita Desai          | In Custody                                  | Heinemann                             | Professor Richard Cobb     | - Anthony Curtis - Polly Devlin - John Fuller - Ted Rowlands                             |
| 1984                                             | Penelope Lively      | According to Mark                           | Heinemann                             | Professor Richard Cobb     | - Anthony Curtis - Polly Devlin - John Fuller - Ted Rowlands                             |
| 1984                                             | David Lodge          | Small World                                 | Secker & Warburg                      | Professor Richard Cobb     | - Anthony Curtis - Polly Devlin - John Fuller - Ted Rowlands                             |
| 1985                                             | Keri Hulme           | The Bone People                             | Hodder & Stoughton                    | Norman St John-Stevas      | - Nina Bawden - J. W. Lambert - Joanna Lumley - Marina Warner                            |
| 1985                                             | Peter Carey          | Illywhacker                                 | Faber & Faber                         | Norman St John-Stevas      | - Nina Bawden - J. W. Lambert - Joanna Lumley - Marina Warner                            |
| 1985                                             | J. L. Carr           | The Battle of Pollocks Crossing             | Viking                                | Norman St John-Stevas      | - Nina Bawden - J. W. Lambert - Joanna Lumley - Marina Warner                            |
| 1985                                             | Doris Lessing        | The Good Terrorist                          | Jonathan Cape                         | Norman St John-Stevas      | - Nina Bawden - J. W. Lambert - Joanna Lumley - Marina Warner                            |
| 1985                                             | Jan Morris           | Last Letters from Hav                       | Viking                                | Norman St John-Stevas      | - Nina Bawden - J. W. Lambert - Joanna Lumley - Marina Warner                            |
| 1985                                             | Iris Murdoch         | The Good Apprentice                         | Chatto & Windus                       | Norman St John-Stevas      | - Nina Bawden - J. W. Lambert - Joanna Lumley - Marina Warner                            |
| 1986                                             | Kingsley Amis        | The Old Devils                              | Hutchinson                            | Anthony Thwaite            | - Edna Healey - Isabel Quigley - Gillian Reynolds - Bernice Rubens                       |
| 1986                                             | Margaret Atwood      | The Handmaid's Tale                         | Jonathan Cape                         | Anthony Thwaite            | - Edna Healey - Isabel Quigley - Gillian Reynolds - Bernice Rubens                       |
| 1986                                             | Paul Bailey          | Gabriel's Lament                            | Jonathan Cape                         | Anthony Thwaite            | - Edna Healey - Isabel Quigley - Gillian Reynolds - Bernice Rubens                       |
| 1986                                             | Robertson Davies     | What's Bred in the Bone                     | Viking                                | Anthony Thwaite            | - Edna Healey - Isabel Quigley - Gillian Reynolds - Bernice Rubens                       |
| 1986                                             | Kazuo Ishiguro       | An Artist of the Floating World             | Faber & Faber                         | Anthony Thwaite            | - Edna Healey - Isabel Quigley - Gillian Reynolds - Bernice Rubens                       |
| 1986                                             | Timothy Mo           | An Insular Possession                       | Chatto & Windus                       | Anthony Thwaite            | - Edna Healey - Isabel Quigley - Gillian Reynolds - Bernice Rubens                       |
| 1987                                             | Penelope Lively      | Moon Tiger                                  | Deutsch                               | P. D. James                | - Lady Selina Hastings - Allan Massie - Trevor McDonald - John B. Thompson               |
| 1987                                             | Chinua Achebe        | Anthills of the Savannah                    | Heinemann                             | P. D. James                | - Lady Selina Hastings - Allan Massie - Trevor McDonald - John B. Thompson               |
| 1987                                             | Peter Ackroyd        | Chatterton                                  | Hamish Hamilton                       | P. D. James                | - Lady Selina Hastings - Allan Massie - Trevor McDonald - John B. Thompson               |
| 1987                                             | Nina Bawden          | Circles of Deceit                           | Macmillan                             | P. D. James                | - Lady Selina Hastings - Allan Massie - Trevor McDonald - John B. Thompson               |
| 1987                                             | Brian Moore          | The Colour of Blood                         | Jonathan Cape                         | P. D. James                | - Lady Selina Hastings - Allan Massie - Trevor McDonald - John B. Thompson               |
| 1987                                             | Iris Murdoch         | The Book and the Brotherhood                | Chatto & Windus                       | P. D. James                | - Lady Selina Hastings - Allan Massie - Trevor McDonald - John B. Thompson               |
| 1988                                             | Peter Carey          | Oscar and Lucinda                           | Faber & Faber                         | The Rt Hon Michael Foot    | - Sebastian Faulks - Philip French - Blake Morrison - Rose Tremain                       |
| 1988                                             | Bruce Chatwin        | Utz                                         | Jonathan Cape                         | The Rt Hon Michael Foot    | - Sebastian Faulks - Philip French - Blake Morrison - Rose Tremain                       |
| 1988                                             | Penelope Fitzgerald  | The Beginning of Spring                     | Collins                               | The Rt Hon Michael Foot    | - Sebastian Faulks - Philip French - Blake Morrison - Rose Tremain                       |
| 1988                                             | David Lodge          | Nice Work                                   | Secker & Warburg                      | The Rt Hon Michael Foot    | - Sebastian Faulks - Philip French - Blake Morrison - Rose Tremain                       |
| 1988                                             | Salman Rushdie       | The Satanic Verses                          | Viking                                | The Rt Hon Michael Foot    | - Sebastian Faulks - Philip French - Blake Morrison - Rose Tremain                       |
| 1988                                             | Marina Warner        | The Lost Father                             | Chatto & Windus                       | The Rt Hon Michael Foot    | - Sebastian Faulks - Philip French - Blake Morrison - Rose Tremain                       |
| 1989                                             | Kazuo Ishiguro       | The Remains of the Day                      | Faber & Faber                         | David Lodge                | - Maggie Gee - Helen McNeil - David Profumo - Edmund White                               |
| 1989                                             | Margaret Atwood      | Cat's Eye                                   | Bloomsbury                            | David Lodge                | - Maggie Gee - Helen McNeil - David Profumo - Edmund White                               |
| 1989                                             | John Banville        | The Book of Evidence                        | Secker & Warburg                      | David Lodge                | - Maggie Gee - Helen McNeil - David Profumo - Edmund White                               |
| 1989                                             | Sybille Bedford      | Jigsaw                                      | Hamish Hamilton                       | David Lodge                | - Maggie Gee - Helen McNeil - David Profumo - Edmund White                               |
| 1989                                             | James Kelman         | A Disaffection                              | Secker & Warburg                      | David Lodge                | - Maggie Gee - Helen McNeil - David Profumo - Edmund White                               |
| 1989                                             | Rose Tremain         | Restoration                                 | Hamish Hamilton                       | David Lodge                | - Maggie Gee - Helen McNeil - David Profumo - Edmund White                               |
| 1990                                             | A. S. Byatt          | Possession: A Romance                       | Chatto & Windus                       | Sir Denis Forman           | - Susannah Clapp - A. Walton Litz - Hilary Mantel - Kate Saunders                        |
| 1990                                             | Beryl Bainbridge     | An Awfully Big Adventure                    | Duckworth                             | Sir Denis Forman           | - Susannah Clapp - A. Walton Litz - Hilary Mantel - Kate Saunders                        |
| 1990                                             | Penelope Fitzgerald  | The Gate of Angels                          | Collins                               | Sir Denis Forman           | - Susannah Clapp - A. Walton Litz - Hilary Mantel - Kate Saunders                        |
| 1990                                             | John McGahern        | Amongst Women                               | Faber & Faber                         | Sir Denis Forman           | - Susannah Clapp - A. Walton Litz - Hilary Mantel - Kate Saunders                        |
| 1990                                             | Brian Moore          | Lies of Silence                             | Bloomsbury                            | Sir Denis Forman           | - Susannah Clapp - A. Walton Litz - Hilary Mantel - Kate Saunders                        |
| 1990                                             | Mordecai Richler     | Solomon Gursky Was Here                     | Chatto & Windus                       | Sir Denis Forman           | - Susannah Clapp - A. Walton Litz - Hilary Mantel - Kate Saunders                        |
| 1991                                             | Ben Okri             | The Famished Road                           | Jonathan Cape                         | Jeremy Treglown            | - Penelope Fitzgerald - Jonathan Keates - Nicholas Mosley - Ann Schlee                   |
| 1991                                             | Martin Amis          | Time's Arrow                                | Jonathan Cape                         | Jeremy Treglown            | - Penelope Fitzgerald - Jonathan Keates - Nicholas Mosley - Ann Schlee                   |
| 1991                                             | Roddy Doyle          | The Van                                     | Secker & Warburg                      | Jeremy Treglown            | - Penelope Fitzgerald - Jonathan Keates - Nicholas Mosley - Ann Schlee                   |
| 1991                                             | Rohinton Mistry      | Such a Long Journey                         | Faber & Faber                         | Jeremy Treglown            | - Penelope Fitzgerald - Jonathan Keates - Nicholas Mosley - Ann Schlee                   |
| 1991                                             | Timothy Mo           | The Redundancy of Courage                   | Chatto & Windus                       | Jeremy Treglown            | - Penelope Fitzgerald - Jonathan Keates - Nicholas Mosley - Ann Schlee                   |
| 1991                                             | William Trevor       | Reading Turgenev                            | Viking                                | Jeremy Treglown            | - Penelope Fitzgerald - Jonathan Keates - Nicholas Mosley - Ann Schlee                   |
| 1992                                             | Michael Ondaatje     | The English Patient                         | Bloomsbury                            | Victoria Glendinning       | - John Coldstream - Valentine Cunningham - Dr Harriet Harvey Wood - Mark Lawson          |
| 1992                                             | Barry Unsworth       | Sacred Hunger                               | Hamish Hamilton                       | Victoria Glendinning       | - John Coldstream - Valentine Cunningham - Dr Harriet Harvey Wood - Mark Lawson          |
| 1992                                             | Christopher Hope     | Serenity House                              | Macmillan                             | Victoria Glendinning       | - John Coldstream - Valentine Cunningham - Dr Harriet Harvey Wood - Mark Lawson          |
| 1992                                             | Patrick McCabe       | The Butcher Boy                             | Picador                               | Victoria Glendinning       | - John Coldstream - Valentine Cunningham - Dr Harriet Harvey Wood - Mark Lawson          |
| 1992                                             | Ian McEwan           | Black Dogs                                  | Jonathan Cape                         | Victoria Glendinning       | - John Coldstream - Valentine Cunningham - Dr Harriet Harvey Wood - Mark Lawson          |
| 1992                                             | Michèle Roberts      | Daughters of the House                      | Virago                                | Victoria Glendinning       | - John Coldstream - Valentine Cunningham - Dr Harriet Harvey Wood - Mark Lawson          |
| 1993                                             | Roddy Doyle          | Paddy Clarke Ha Ha Ha                       | Secker & Warburg                      | Lord Gowrie                | - Professor Gillian Beer - Anne Chisholm - Nicholas Clee - Olivier Todd                  |
| 1993                                             | Tibor Fischer        | Under the Frog                              | Polygon                               | Lord Gowrie                | - Professor Gillian Beer - Anne Chisholm - Nicholas Clee - Olivier Todd                  |
| 1993                                             | Michael Ignatieff    | Scar Tissue                                 | Chatto & Windus                       | Lord Gowrie                | - Professor Gillian Beer - Anne Chisholm - Nicholas Clee - Olivier Todd                  |
| 1993                                             | David Malouf         | Remembering Babylon                         | Chatto & Windus                       | Lord Gowrie                | - Professor Gillian Beer - Anne Chisholm - Nicholas Clee - Olivier Todd                  |
| 1993                                             | Caryl Phillips       | Crossing the River                          | Bloomsbury                            | Lord Gowrie                | - Professor Gillian Beer - Anne Chisholm - Nicholas Clee - Olivier Todd                  |
| 1993                                             | Carol Shields        | The Stone Diaries                           | Fourth Estate                         | Lord Gowrie                | - Professor Gillian Beer - Anne Chisholm - Nicholas Clee - Olivier Todd                  |
| 1994                                             | James Kelman         | How late it was, how late                   | Secker & Warburg                      | Professor John Bayley      | - Rabbi Julia Neuberger - Dr Alastair Niven - Alan Taylor - James Wood                   |
| 1994                                             | Romesh Gunesekera    | Reef                                        | Granta Books                          | Professor John Bayley      | - Rabbi Julia Neuberger - Dr Alastair Niven - Alan Taylor - James Wood                   |
| 1994                                             | Abdulrazak Gurnah    | Paradise                                    | Hamish Hamilton                       | Professor John Bayley      | - Rabbi Julia Neuberger - Dr Alastair Niven - Alan Taylor - James Wood                   |
| 1994                                             | Alan Hollinghurst    | The Folding Star                            | Chatto & Windus                       | Professor John Bayley      | - Rabbi Julia Neuberger - Dr Alastair Niven - Alan Taylor - James Wood                   |
| 1994                                             | George Mackay Brown  | Beside the Ocean of Time                    | John Murray                           | Professor John Bayley      | - Rabbi Julia Neuberger - Dr Alastair Niven - Alan Taylor - James Wood                   |
| 1994                                             | Jill Paton Walsh     | Knowledge of Angels                         | Green Bay                             | Professor John Bayley      | - Rabbi Julia Neuberger - Dr Alastair Niven - Alan Taylor - James Wood                   |
| 1995                                             | Pat Barker           | The Ghost Road                              | Viking                                | George Walden MP           | - Kate Kellaway - Peter Kemp - Adam Mars-Jones - Ruth Rendell                            |
| 1995                                             | Justin Cartwright    | In Every Face I Meet                        | Sceptre                               | George Walden MP           | - Kate Kellaway - Peter Kemp - Adam Mars-Jones - Ruth Rendell                            |
| 1995                                             | Salman Rushdie       | The Moor's Last Sigh                        | Jonathan Cape                         | George Walden MP           | - Kate Kellaway - Peter Kemp - Adam Mars-Jones - Ruth Rendell                            |
| 1995                                             | Barry Unsworth       | Morality Play                               | Hamish Hamilton                       | George Walden MP           | - Kate Kellaway - Peter Kemp - Adam Mars-Jones - Ruth Rendell                            |
| 1995                                             | Tim Winton           | The Riders                                  | Picador                               | George Walden MP           | - Kate Kellaway - Peter Kemp - Adam Mars-Jones - Ruth Rendell                            |
| 1996                                             | Graham Swift         | Last Orders                                 | Picador                               | Carmen Callil              | - Jonathan Coe - Ian Jack - A. L. Kennedy - A. N. Wilson                                 |
| 1996                                             | Margaret Atwood      | Alias Grace                                 | Bloomsbury                            | Carmen Callil              | - Jonathan Coe - Ian Jack - A. L. Kennedy - A. N. Wilson                                 |
| 1996                                             | Beryl Bainbridge     | Every Man for Himself                       | Duckworth                             | Carmen Callil              | - Jonathan Coe - Ian Jack - A. L. Kennedy - A. N. Wilson                                 |
| 1996                                             | Seamus Deane         | Reading in the Dark                         | Jonathan Cape                         | Carmen Callil              | - Jonathan Coe - Ian Jack - A. L. Kennedy - A. N. Wilson                                 |
| 1996                                             | Shena Mackay         | The Orchard on Fire                         | Heinemann                             | Carmen Callil              | - Jonathan Coe - Ian Jack - A. L. Kennedy - A. N. Wilson                                 |
| 1996                                             | Rohinton Mistry      | A Fine Balance                              | Faber & Faber                         | Carmen Callil              | - Jonathan Coe - Ian Jack - A. L. Kennedy - A. N. Wilson                                 |
| 1997                                             | Arundhati Roy        | The God of Small Things                     | Flamingo                              | Professor Gillian Beer     | - Rachel Billington - Jason Cowley - Jan Dalley - Professor Dan Jacobson                 |
| 1997                                             | Jim Crace            | Quarantine                                  | Viking                                | Professor Gillian Beer     | - Rachel Billington - Jason Cowley - Jan Dalley - Professor Dan Jacobson                 |
| 1997                                             | Mick Jackson         | The Underground Man                         | Picador                               | Professor Gillian Beer     | - Rachel Billington - Jason Cowley - Jan Dalley - Professor Dan Jacobson                 |
| 1997                                             | Bernard MacLaverty   | Grace Notes                                 | Jonathan Cape                         | Professor Gillian Beer     | - Rachel Billington - Jason Cowley - Jan Dalley - Professor Dan Jacobson                 |
| 1997                                             | Tim Parks            | Europa                                      | Secker & Warburg                      | Professor Gillian Beer     | - Rachel Billington - Jason Cowley - Jan Dalley - Professor Dan Jacobson                 |
| 1997                                             | Madeleine St John    | The Essence of the Thing                    | Fourth Estate                         | Professor Gillian Beer     | - Rachel Billington - Jason Cowley - Jan Dalley - Professor Dan Jacobson                 |
| 1998                                             | Ian McEwan           | Amsterdam                                   | Jonathan Cape                         | Douglas Hurd               | - Professor Valentine Cunningham - Penelope Fitzgerald - Miriam Gross - Nigella Lawson   |
| 1998                                             | Beryl Bainbridge     | Master Georgie                              | Duckworth                             | Douglas Hurd               | - Professor Valentine Cunningham - Penelope Fitzgerald - Miriam Gross - Nigella Lawson   |
| 1998                                             | Julian Barnes        | England, England                            | Jonathan Cape                         | Douglas Hurd               | - Professor Valentine Cunningham - Penelope Fitzgerald - Miriam Gross - Nigella Lawson   |
| 1998                                             | Martin Booth         | The Industry of Souls                       | Dewi Lewis                            | Douglas Hurd               | - Professor Valentine Cunningham - Penelope Fitzgerald - Miriam Gross - Nigella Lawson   |
| 1998                                             | Patrick McCabe       | Breakfast on Pluto                          | Picador                               | Douglas Hurd               | - Professor Valentine Cunningham - Penelope Fitzgerald - Miriam Gross - Nigella Lawson   |
| 1998                                             | Magnus Mills         | The Restraint of Beasts                     | Flamingo                              | Douglas Hurd               | - Professor Valentine Cunningham - Penelope Fitzgerald - Miriam Gross - Nigella Lawson   |
| 1999                                             | J. M. Coetzee        | Disgrace                                    | Secker & Warburg                      | Gerald Kaufman             | - Shena Mackay - John Sutherland - Boyd Tonkin - Natasha Walter                          |
| 1999                                             | Anita Desai          | Fasting, Feasting                           | Chatto & Windus                       | Gerald Kaufman             | - Shena Mackay - John Sutherland - Boyd Tonkin - Natasha Walter                          |
| 1999                                             | Michael Frayn        | Headlong                                    | Faber & Faber                         | Gerald Kaufman             | - Shena Mackay - John Sutherland - Boyd Tonkin - Natasha Walter                          |
| 1999                                             | Andrew O'Hagan       | Our Fathers                                 | Faber & Faber                         | Gerald Kaufman             | - Shena Mackay - John Sutherland - Boyd Tonkin - Natasha Walter                          |
| 1999                                             | Ahdaf Soueif         | The Map of Love                             | Bloomsbury                            | Gerald Kaufman             | - Shena Mackay - John Sutherland - Boyd Tonkin - Natasha Walter                          |
| 1999                                             | Colm Tóibín          | The Blackwater Lightship                    | Picador                               | Gerald Kaufman             | - Shena Mackay - John Sutherland - Boyd Tonkin - Natasha Walter                          |
| 2000                                             | Margaret Atwood      | The Blind Assassin                          | Bloomsbury                            | Simon Jenkins              | - Professor Roy Foster - Mariella Frostrup - Caroline Gascoigne - Rose Tremain           |
| 2000                                             | Trezza Azzopardi     | The Hiding Place                            | Picador                               | Simon Jenkins              | - Professor Roy Foster - Mariella Frostrup - Caroline Gascoigne - Rose Tremain           |
| 2000                                             | Michael Collins      | The Keepers of Truth                        | Phoenix House                         | Simon Jenkins              | - Professor Roy Foster - Mariella Frostrup - Caroline Gascoigne - Rose Tremain           |
| 2000                                             | Kazuo Ishiguro       | When We Were Orphans                        | Faber & Faber                         | Simon Jenkins              | - Professor Roy Foster - Mariella Frostrup - Caroline Gascoigne - Rose Tremain           |
| 2000                                             | Matthew Kneale       | English Passengers                          | Hamish Hamilton                       | Simon Jenkins              | - Professor Roy Foster - Mariella Frostrup - Caroline Gascoigne - Rose Tremain           |
| 2000                                             | Brian O'Doherty      | The Deposition of Father McGreevey          | Arcadia                               | Simon Jenkins              | - Professor Roy Foster - Mariella Frostrup - Caroline Gascoigne - Rose Tremain           |
| 2001                                             | Peter Carey          | True History of the Kelly Gang              | Faber & Faber                         | Kenneth Baker              | - Philip Hensher - Michèle Roberts - Kate Summerscale - Professor Rory Watson            |
| 2001                                             | Ian McEwan           | Atonement                                   | Jonathan Cape                         | Kenneth Baker              | - Philip Hensher - Michèle Roberts - Kate Summerscale - Professor Rory Watson            |
| 2001                                             | Andrew Miller        | Oxygen                                      | Sceptre                               | Kenneth Baker              | - Philip Hensher - Michèle Roberts - Kate Summerscale - Professor Rory Watson            |
| 2001                                             | David Mitchell       | number9dream                                | Sceptre                               | Kenneth Baker              | - Philip Hensher - Michèle Roberts - Kate Summerscale - Professor Rory Watson            |
| 2001                                             | Rachel Seiffert      | The Dark Room                               | William Heinemann                     | Kenneth Baker              | - Philip Hensher - Michèle Roberts - Kate Summerscale - Professor Rory Watson            |
| 2001                                             | Ali Smith            | Hotel World                                 | Hamish Hamilton                       | Kenneth Baker              | - Philip Hensher - Michèle Roberts - Kate Summerscale - Professor Rory Watson            |
| 2002                                             | Yann Martel          | Life of Pi                                  | Canongate                             | Lisa Jardine               | - David Baddiel - Russell Celyn Jones - Salley Vickers - Erica Wagner                    |
| 2002                                             | Rohinton Mistry      | Family Matters                              | Faber & Faber                         | Lisa Jardine               | - David Baddiel - Russell Celyn Jones - Salley Vickers - Erica Wagner                    |
| 2002                                             | Carol Shields        | Unless                                      | Fourth Estate                         | Lisa Jardine               | - David Baddiel - Russell Celyn Jones - Salley Vickers - Erica Wagner                    |
| 2002                                             | William Trevor       | The Story of Lucy Gault                     | Viking                                | Lisa Jardine               | - David Baddiel - Russell Celyn Jones - Salley Vickers - Erica Wagner                    |
| 2002                                             | Sarah Waters         | Fingersmith                                 | Virago                                | Lisa Jardine               | - David Baddiel - Russell Celyn Jones - Salley Vickers - Erica Wagner                    |
| 2002                                             | Tim Winton           | Dirt Music                                  | Picador                               | Lisa Jardine               | - David Baddiel - Russell Celyn Jones - Salley Vickers - Erica Wagner                    |
| 2003                                             | DBC Pierre           | Vernon God Little                           | Faber & Faber                         | John Carey                 | - A. C. Grayling - Francine Stock - Rebecca Stephens MBE - D. J. Taylor                  |
| 2003                                             | Monica Ali           | Brick Lane                                  | Doubleday                             | John Carey                 | - A. C. Grayling - Francine Stock - Rebecca Stephens MBE - D. J. Taylor                  |
| 2003                                             | Margaret Atwood      | Oryx and Crake                              | Bloomsbury                            | John Carey                 | - A. C. Grayling - Francine Stock - Rebecca Stephens MBE - D. J. Taylor                  |
| 2003                                             | Damon Galgut         | The Good Doctor                             | Atlantic                              | John Carey                 | - A. C. Grayling - Francine Stock - Rebecca Stephens MBE - D. J. Taylor                  |
| 2003                                             | Zoë Heller           | Notes on a Scandal                          | Viking                                | John Carey                 | - A. C. Grayling - Francine Stock - Rebecca Stephens MBE - D. J. Taylor                  |
| 2003                                             | Clare Morrall        | Astonishing Splashes of Colour              | Tindal Street                         | John Carey                 | - A. C. Grayling - Francine Stock - Rebecca Stephens MBE - D. J. Taylor                  |
| 2004                                             | Alan Hollinghurst    | The Line of Beauty                          | Picador                               | Chris Smith                | - Tibor Fischer - Robert Macfarlane - Rowan Pelling - Fiammetta Rocco                    |
| 2004                                             | Achmat Dangor        | Bitter Fruit                                | Atlantic                              | Chris Smith                | - Tibor Fischer - Robert Macfarlane - Rowan Pelling - Fiammetta Rocco                    |
| 2004                                             | Sarah Hall           | The Electric Michelangelo                   | Faber                                 | Chris Smith                | - Tibor Fischer - Robert Macfarlane - Rowan Pelling - Fiammetta Rocco                    |
| 2004                                             | David Mitchell       | Cloud Atlas                                 | Sceptre                               | Chris Smith                | - Tibor Fischer - Robert Macfarlane - Rowan Pelling - Fiammetta Rocco                    |
| 2004                                             | Colm Tóibín          | The Master                                  | Picador                               | Chris Smith                | - Tibor Fischer - Robert Macfarlane - Rowan Pelling - Fiammetta Rocco                    |
| 2004                                             | Gerard Woodward      | I'll Go to Bed at Noon                      | Chatto & Windus                       | Chris Smith                | - Tibor Fischer - Robert Macfarlane - Rowan Pelling - Fiammetta Rocco                    |
| 2005                                             | John Banville        | The Sea                                     | Picador                               | John Sutherland            | - Lindsay Duguid - Rick Gekoski - Josephine Hart - David Sexton                          |
| 2005                                             | Julian Barnes        | Arthur & George                             | Jonathan Cape                         | John Sutherland            | - Lindsay Duguid - Rick Gekoski - Josephine Hart - David Sexton                          |
| 2005                                             | Sebastian Barry      | A Long Long Way                             | Faber & Faber                         | John Sutherland            | - Lindsay Duguid - Rick Gekoski - Josephine Hart - David Sexton                          |
| 2005                                             | Kazuo Ishiguro       | Never Let Me Go                             | Faber & Faber                         | John Sutherland            | - Lindsay Duguid - Rick Gekoski - Josephine Hart - David Sexton                          |
| 2005                                             | Ali Smith            | The Accidental                              | Hamish Hamilton                       | John Sutherland            | - Lindsay Duguid - Rick Gekoski - Josephine Hart - David Sexton                          |
| 2005                                             | Zadie Smith          | On Beauty                                   | Hamish Hamilton                       | John Sutherland            | - Lindsay Duguid - Rick Gekoski - Josephine Hart - David Sexton                          |
| 2006                                             | Kiran Desai          | The Inheritance of Loss                     | Hamish Hamilton                       | Hermione Lee               | - Simon Armitage - Candia McWilliam - Antony Quinn - Fiona Shaw                          |
| 2006                                             | Kate Grenville       | The Secret River                            | Canongate                             | Hermione Lee               | - Simon Armitage - Candia McWilliam - Antony Quinn - Fiona Shaw                          |
| 2006                                             | M. J. Hyland         | Carry Me Down                               | Canongate                             | Hermione Lee               | - Simon Armitage - Candia McWilliam - Antony Quinn - Fiona Shaw                          |
| 2006                                             | Hisham Matar         | In the Country of Men                       | Viking                                | Hermione Lee               | - Simon Armitage - Candia McWilliam - Antony Quinn - Fiona Shaw                          |
| 2006                                             | Edward St Aubyn      | Mother's Milk                               | Picador                               | Hermione Lee               | - Simon Armitage - Candia McWilliam - Antony Quinn - Fiona Shaw                          |
| 2006                                             | Sarah Waters         | The Night Watch                             | Virago                                | Hermione Lee               | - Simon Armitage - Candia McWilliam - Antony Quinn - Fiona Shaw                          |
| 2007                                             | Anne Enright         | The Gathering                               | Jonathan Cape                         | Howard Davies              | - Wendy Cope - Giles Foden - Ruth Scurr - Imogen Stubbs                                  |
| 2007                                             | Nicola Barker        | Darkmans                                    | Fourth Estate                         | Howard Davies              | - Wendy Cope - Giles Foden - Ruth Scurr - Imogen Stubbs                                  |
| 2007                                             | Mohsin Hamid         | The Reluctant Fundamentalist                | Hamish Hamilton                       | Howard Davies              | - Wendy Cope - Giles Foden - Ruth Scurr - Imogen Stubbs                                  |
| 2007                                             | Lloyd Jones          | Mister Pip                                  | John Murray                           | Howard Davies              | - Wendy Cope - Giles Foden - Ruth Scurr - Imogen Stubbs                                  |
| 2007                                             | Ian McEwan           | On Chesil Beach                             | Jonathan Cape                         | Howard Davies              | - Wendy Cope - Giles Foden - Ruth Scurr - Imogen Stubbs                                  |
| 2007                                             | Indra Sinha          | Animal's People                             | Simon & Schuster                      | Howard Davies              | - Wendy Cope - Giles Foden - Ruth Scurr - Imogen Stubbs                                  |
| 2008                                             | Aravind Adiga        | The White Tiger                             | Atlantic                              | Michael Portillo           | - Alex Clark - Louise Doughty - James Heneage - Hardeep Singh Kohli                      |
| 2008                                             | Sebastian Barry      | The Secret Scripture                        | Faber & Faber                         | Michael Portillo           | - Alex Clark - Louise Doughty - James Heneage - Hardeep Singh Kohli                      |
| 2008                                             | Amitav Ghosh         | Sea of Poppies                              | John Murray                           | Michael Portillo           | - Alex Clark - Louise Doughty - James Heneage - Hardeep Singh Kohli                      |
| 2008                                             | Linda Grant          | The Clothes on Their Backs                  | Virago                                | Michael Portillo           | - Alex Clark - Louise Doughty - James Heneage - Hardeep Singh Kohli                      |
| 2008                                             | Philip Hensher       | The Northern Clemency                       | Fourth Estate                         | Michael Portillo           | - Alex Clark - Louise Doughty - James Heneage - Hardeep Singh Kohli                      |
| 2008                                             | Steve Toltz          | A Fraction of the Whole                     | Hamish Hamilton                       | Michael Portillo           | - Alex Clark - Louise Doughty - James Heneage - Hardeep Singh Kohli                      |
| 2009                                             | Hilary Mantel        | Wolf Hall                                   | Fourth Estate                         | James Naughtie             | - Lucasta Miller - John Mullan - Sue Perkins - Michael Prodger                           |
| 2009                                             | A. S. Byatt          | The Children's Book                         | Chatto and Windus                     | James Naughtie             | - Lucasta Miller - John Mullan - Sue Perkins - Michael Prodger                           |
| 2009                                             | J. M. Coetzee        | Summertime                                  | Harvill Secker                        | James Naughtie             | - Lucasta Miller - John Mullan - Sue Perkins - Michael Prodger                           |
| 2009                                             | Adam Foulds          | The Quickening Maze                         | Jonathan Cape                         | James Naughtie             | - Lucasta Miller - John Mullan - Sue Perkins - Michael Prodger                           |
| 2009                                             | Simon Mawer          | The Glass Room                              | Little, Brown                         | James Naughtie             | - Lucasta Miller - John Mullan - Sue Perkins - Michael Prodger                           |
| 2009                                             | Sarah Waters         | The Little Stranger                         | Virago                                | James Naughtie             | - Lucasta Miller - John Mullan - Sue Perkins - Michael Prodger                           |
| 2010                                             | Howard Jacobson      | The Finkler Question                        | Bloomsbury                            | Andrew Motion              | - Rosie Blau - Deborah Bull - Tom Sutcliffe - Frances Wilson                             |
| 2010                                             | Peter Carey          | Parrot and Olivier in America               | Faber and Faber                       | Andrew Motion              | - Rosie Blau - Deborah Bull - Tom Sutcliffe - Frances Wilson                             |
| 2010                                             | Emma Donoghue        | Room                                        | Picador                               | Andrew Motion              | - Rosie Blau - Deborah Bull - Tom Sutcliffe - Frances Wilson                             |
| 2010                                             | Damon Galgut         | In a Strange Room                           | Atlantic Books                        | Andrew Motion              | - Rosie Blau - Deborah Bull - Tom Sutcliffe - Frances Wilson                             |
| 2010                                             | Andrea Levy          | The Long Song                               | Hachette                              | Andrew Motion              | - Rosie Blau - Deborah Bull - Tom Sutcliffe - Frances Wilson                             |
| 2010                                             | Tom McCarthy         | C                                           | Jonathan Cape                         | Andrew Motion              | - Rosie Blau - Deborah Bull - Tom Sutcliffe - Frances Wilson                             |
| 2011                                             | Julian Barnes        | The Sense of an Ending                      | Jonathan Cape                         | Dame Stella Rimington      | - Matthew d'Ancona - Susan Hill - Chris Mullin - Gaby Wood                               |
| 2011                                             | Carol Birch          | Jamrach's Menagerie                         | Canongate                             | Dame Stella Rimington      | - Matthew d'Ancona - Susan Hill - Chris Mullin - Gaby Wood                               |
| 2011                                             | Patrick deWitt       | The Sisters Brothers                        | Granta Books                          | Dame Stella Rimington      | - Matthew d'Ancona - Susan Hill - Chris Mullin - Gaby Wood                               |
| 2011                                             | Esi Edugyan          | Half Blood Blues                            | Serpent’s Tail                        | Dame Stella Rimington      | - Matthew d'Ancona - Susan Hill - Chris Mullin - Gaby Wood                               |
| 2011                                             | Stephen Kelman       | Pigeon English                              | Bloomsbury                            | Dame Stella Rimington      | - Matthew d'Ancona - Susan Hill - Chris Mullin - Gaby Wood                               |
| 2011                                             | A D Miller           | Snowdrops                                   | Atlantic Books                        | Dame Stella Rimington      | - Matthew d'Ancona - Susan Hill - Chris Mullin - Gaby Wood                               |
| 2012                                             | Hilary Mantel        | Bring Up the Bodies                         | Fourth Estate                         | Sir Peter Stothard         | - Dinah Birch - Dan Stevens - Amanda Foreman - Bharat Tandon                             |
| 2012                                             | Tan Twan Eng         | The Garden of Evening Mists                 | Myrmidon Books                        | Sir Peter Stothard         | - Dinah Birch - Dan Stevens - Amanda Foreman - Bharat Tandon                             |
| 2012                                             | Deborah Levy         | Swimming Home                               | And Other Stories/Faber & Faber       | Sir Peter Stothard         | - Dinah Birch - Dan Stevens - Amanda Foreman - Bharat Tandon                             |
| 2012                                             | Alison Moore         | The Lighthouse                              | Salt Publishing                       | Sir Peter Stothard         | - Dinah Birch - Dan Stevens - Amanda Foreman - Bharat Tandon                             |
| 2012                                             | Will Self            | Umbrella                                    | Bloomsbury                            | Sir Peter Stothard         | - Dinah Birch - Dan Stevens - Amanda Foreman - Bharat Tandon                             |
| 2012                                             | Jeet Thayil          | Narcopolis                                  | Faber & Faber                         | Sir Peter Stothard         | - Dinah Birch - Dan Stevens - Amanda Foreman - Bharat Tandon                             |
| 2013                                             | Eleanor Catton       | The Luminaries                              | Granta                                | Robert Macfarlane          | - Martha Kearney - Stuart Kelly - Natalie Haynes - Robert Douglas-Fairhurst              |
| 2013                                             | NoViolet Bulawayo    | We Need New Names                           | Chatto & Windus                       | Robert Macfarlane          | - Martha Kearney - Stuart Kelly - Natalie Haynes - Robert Douglas-Fairhurst              |
| 2013                                             | Jim Crace            | Harvest                                     | Picador                               | Robert Macfarlane          | - Martha Kearney - Stuart Kelly - Natalie Haynes - Robert Douglas-Fairhurst              |
| 2013                                             | Jhumpa Lahiri        | The Lowland                                 | Bloomsbury                            | Robert Macfarlane          | - Martha Kearney - Stuart Kelly - Natalie Haynes - Robert Douglas-Fairhurst              |
| 2013                                             | Ruth Ozeki           | A Tale for the Time Being                   | Canongate                             | Robert Macfarlane          | - Martha Kearney - Stuart Kelly - Natalie Haynes - Robert Douglas-Fairhurst              |
| 2013                                             | Colm Tóibín          | The Testament of Mary                       | Viking                                | Robert Macfarlane          | - Martha Kearney - Stuart Kelly - Natalie Haynes - Robert Douglas-Fairhurst              |
| 2014                                             | Richard Flanagan     | The Narrow Road to the Deep North           | Chatto & Windus                       | AC Grayling                | - Sarah Churchwell - Jonathan Bate - Dr Daniel Glaser - Dr Alastair Niven - Erica Wagner |
| 2014                                             | Joshua Ferris        | To Rise Again at a Decent Hour              | Viking                                | AC Grayling                | - Sarah Churchwell - Jonathan Bate - Dr Daniel Glaser - Dr Alastair Niven - Erica Wagner |
| 2014                                             | Karen Joy Fowler     | We Are All Completely Beside Ourselves      | Serpent's Tail                        | AC Grayling                | - Sarah Churchwell - Jonathan Bate - Dr Daniel Glaser - Dr Alastair Niven - Erica Wagner |
| 2014                                             | Howard Jacobson      | J                                           | Jonathan Cape                         | AC Grayling                | - Sarah Churchwell - Jonathan Bate - Dr Daniel Glaser - Dr Alastair Niven - Erica Wagner |
| 2014                                             | Neel Mukherjee       | The Lives of Others                         | Jonathan Cape                         | AC Grayling                | - Sarah Churchwell - Jonathan Bate - Dr Daniel Glaser - Dr Alastair Niven - Erica Wagner |
| 2014                                             | Ali Smith            | How to Be Both                              | Hamish Hamilton                       | AC Grayling                | - Sarah Churchwell - Jonathan Bate - Dr Daniel Glaser - Dr Alastair Niven - Erica Wagner |
| 2015                                             | Marlon James         | A Brief History of Seven Killings           | Riverhead Books                       | Michael Wood               | - John Burnside - Sam Leith - Frances Osborne - Ellah Wakatama Allfrey                   |
| 2015                                             | Tom McCarthy         | Satin Island                                | Jonathan Cape                         | Michael Wood               | - John Burnside - Sam Leith - Frances Osborne - Ellah Wakatama Allfrey                   |
| 2015                                             | Chigozie Obioma      | The Fishermen                               | One                                   | Michael Wood               | - John Burnside - Sam Leith - Frances Osborne - Ellah Wakatama Allfrey                   |
| 2015                                             | Sunjeev Sahota       | The Year of the Runaways                    | Picador                               | Michael Wood               | - John Burnside - Sam Leith - Frances Osborne - Ellah Wakatama Allfrey                   |
| 2015                                             | Anne Tyler           | A Spool of Blue Thread                      | Chatto & Windus                       | Michael Wood               | - John Burnside - Sam Leith - Frances Osborne - Ellah Wakatama Allfrey                   |
| 2015                                             | Hanya Yanagihara     | A Little Life                               | Doubleday Books                       | Michael Wood               | - John Burnside - Sam Leith - Frances Osborne - Ellah Wakatama Allfrey                   |
| 2016                                             | Paul Beatty          | The Sellout                                 | Oneworld Publications                 | Amanda Foreman             | - Jon Day - David Harsent - Olivia Williams - Abdulrazak Gurnah                          |
| 2016                                             | Deborah Levy         | Hot Milk                                    | Hamish Hamilton                       | Amanda Foreman             | - Jon Day - David Harsent - Olivia Williams - Abdulrazak Gurnah                          |
| 2016                                             | Graeme Macrae Burnet | His Bloody Project                          | Contraband                            | Amanda Foreman             | - Jon Day - David Harsent - Olivia Williams - Abdulrazak Gurnah                          |
| 2016                                             | Ottessa Moshfegh     | Eileen                                      | Jonathan Cape                         | Amanda Foreman             | - Jon Day - David Harsent - Olivia Williams - Abdulrazak Gurnah                          |
| 2016                                             | David Szalay         | All That Man Is                             | Jonathan Cape                         | Amanda Foreman             | - Jon Day - David Harsent - Olivia Williams - Abdulrazak Gurnah                          |
| 2016                                             | Madeleine Thien      | Do Not Say We Have Nothing                  | Granta Books                          | Amanda Foreman             | - Jon Day - David Harsent - Olivia Williams - Abdulrazak Gurnah                          |
| 2017                                             | George Saunders      | Lincoln in the Bardo                        | Bloomsbury                            | Baroness Lola Young        | - Lila Azam Zanganeh - Sarah Hall - Colin Thubron - Tom Phillips                         |
| 2017                                             | Paul Auster          | 4 3 2 1                                     | Faber & Faber                         | Baroness Lola Young        | - Lila Azam Zanganeh - Sarah Hall - Colin Thubron - Tom Phillips                         |
| 2017                                             | Emily Fridlund       | History of Wolves                           | Weidenfeld & Nicholson                | Baroness Lola Young        | - Lila Azam Zanganeh - Sarah Hall - Colin Thubron - Tom Phillips                         |
| 2017                                             | Mohsin Hamid         | Exit West                                   | Hamish Hamilton                       | Baroness Lola Young        | - Lila Azam Zanganeh - Sarah Hall - Colin Thubron - Tom Phillips                         |
| 2017                                             | Fiona Mozley         | Elmet                                       | JM Originals, John Murray             | Baroness Lola Young        | - Lila Azam Zanganeh - Sarah Hall - Colin Thubron - Tom Phillips                         |
| 2017                                             | Ali Smith            | Autumn                                      | Hamish Hamilton                       | Baroness Lola Young        | - Lila Azam Zanganeh - Sarah Hall - Colin Thubron - Tom Phillips                         |
| 2018                                             | Anna Burns           | Milkman                                     | Faber & Faber                         | Kwame Anthony Appiah       | - Val McDermid - Leo Robson - Leanne Shapton - Jacqueline Rose                           |
| 2018                                             | Esi Edugyan          | Washington Black                            | Serpent's Tail                        | Kwame Anthony Appiah       | - Val McDermid - Leo Robson - Leanne Shapton - Jacqueline Rose                           |
| 2018                                             | Daisy Johnson        | Everything Under                            | Jonathan Cape                         | Kwame Anthony Appiah       | - Val McDermid - Leo Robson - Leanne Shapton - Jacqueline Rose                           |
| 2018                                             | Rachel Kushner       | The Mars Room                               | Jonathan Cape                         | Kwame Anthony Appiah       | - Val McDermid - Leo Robson - Leanne Shapton - Jacqueline Rose                           |
| 2018                                             | Richard Powers       | The Overstory                               | William Heinemann                     | Kwame Anthony Appiah       | - Val McDermid - Leo Robson - Leanne Shapton - Jacqueline Rose                           |
| 2018                                             | Robin Robertson      | The Long Take                               | Picador                               | Kwame Anthony Appiah       | - Val McDermid - Leo Robson - Leanne Shapton - Jacqueline Rose                           |
| 2019                                             | Margaret Atwood      | The Testaments                              | Chatto & Windus                       | Peter Florence             | - Afua Hirsch - Liz Calder - Xiaolu Guo - Joanna MacGregor                               |
| 2019                                             | Bernardine Evaristo  | Girl, Woman, Other                          | Hamish Hamilton                       | Peter Florence             | - Afua Hirsch - Liz Calder - Xiaolu Guo - Joanna MacGregor                               |
| 2019                                             | Lucy Ellmann         | Ducks, Newburyport                          | Galley Beggar                         | Peter Florence             | - Afua Hirsch - Liz Calder - Xiaolu Guo - Joanna MacGregor                               |
| 2019                                             | Chigozie Obioma      | An Orchestra of Minorities                  | Little, Brown                         | Peter Florence             | - Afua Hirsch - Liz Calder - Xiaolu Guo - Joanna MacGregor                               |
| 2019                                             | Salman Rushdie       | Quichotte                                   | Jonathan Cape                         | Peter Florence             | - Afua Hirsch - Liz Calder - Xiaolu Guo - Joanna MacGregor                               |
| 2019                                             | Elif Shafak          | 10 Minutes 38 Seconds in This Strange World | Viking                                | Peter Florence             | - Afua Hirsch - Liz Calder - Xiaolu Guo - Joanna MacGregor                               |
| 2020                                             | Douglas Stuart       | Shuggie Bain                                | Picador                               | Margaret Busby             | - Lee Child - Lemn Sissay - Sameer Rahim - Emily Wilson                                  |
| 2020                                             | Diane Cook           | The New Wilderness                          | Oneworld Publications                 | Margaret Busby             | - Lee Child - Lemn Sissay - Sameer Rahim - Emily Wilson                                  |
| 2020                                             | Tsitsi Dangarembga   | This Mournable Body                         | Faber & Faber                         | Margaret Busby             | - Lee Child - Lemn Sissay - Sameer Rahim - Emily Wilson                                  |
| 2020                                             | Avni Doshi           | Burnt Sugar                                 | Hamish Hamilton, Penguin Random House | Margaret Busby             | - Lee Child - Lemn Sissay - Sameer Rahim - Emily Wilson                                  |
| 2020                                             | Maaza Mengiste       | The Shadow King                             | Canongate                             | Margaret Busby             | - Lee Child - Lemn Sissay - Sameer Rahim - Emily Wilson                                  |
| 2020                                             | Brandon Taylor       | Real Life                                   | Daunt Books                           | Margaret Busby             | - Lee Child - Lemn Sissay - Sameer Rahim - Emily Wilson                                  |
| 2021                                             | Damon Galgut         | The Promise                                 | Chatto & Windus                       | Maya Jasanoff              | - Horatia Harrod - Natascha McElhone - Chigozie Obioma - Rowan Williams                  |
| 2021                                             | Anuk Arudpragasam    | A Passage North                             | Granta                                | Maya Jasanoff              | - Horatia Harrod - Natascha McElhone - Chigozie Obioma - Rowan Williams                  |
| 2021                                             | Patricia Lockwood    | No One Is Talking About This                | Bloomsbury                            | Maya Jasanoff              | - Horatia Harrod - Natascha McElhone - Chigozie Obioma - Rowan Williams                  |
| 2021                                             | Nadifa Mohamed       | The Fortune Men                             | Viking                                | Maya Jasanoff              | - Horatia Harrod - Natascha McElhone - Chigozie Obioma - Rowan Williams                  |
| 2021                                             | Richard Powers       | Bewilderment                                | Hutchinson Heinemann                  | Maya Jasanoff              | - Horatia Harrod - Natascha McElhone - Chigozie Obioma - Rowan Williams                  |
| 2021                                             | Maggie Shipstead     | Great Circle                                | Doubleday                             | Maya Jasanoff              | - Horatia Harrod - Natascha McElhone - Chigozie Obioma - Rowan Williams                  |
| 2022                                             | Shehan Karunatilaka  | The Seven Moons of Maali Almeida            | Sort of Books                         | Neil MacGregor             | - Shahidha Bari - Helen Castor - M. John Harrison - Alain Mabanckou                      |
| 2022                                             | NoViolet Bulawayo    | Glory                                       | Chatto & Windus                       | Neil MacGregor             | - Shahidha Bari - Helen Castor - M. John Harrison - Alain Mabanckou                      |
| 2022                                             | Percival Everett     | The Trees                                   | Influx Press                          | Neil MacGregor             | - Shahidha Bari - Helen Castor - M. John Harrison - Alain Mabanckou                      |
| 2022                                             | Alan Garner          | Treacle Walker                              | 4th Estate                            | Neil MacGregor             | - Shahidha Bari - Helen Castor - M. John Harrison - Alain Mabanckou                      |
| 2022                                             | Claire Keegan        | Small Things Like These                     | Faber & Faber                         | Neil MacGregor             | - Shahidha Bari - Helen Castor - M. John Harrison - Alain Mabanckou                      |
| 2022                                             | Elizabeth Strout     | Oh William!                                 | Viking                                | Neil MacGregor             | - Shahidha Bari - Helen Castor - M. John Harrison - Alain Mabanckou                      |
| 2023                                             | Paul Lynch           | Prophet Song                                | Oneworld Publications                 | Esi Edugyan                | - Adjoa Andoh - Mary Jean Chan - James S. Shapiro - Robert Webb                          |
| 2023                                             | Sarah Bernstein      | Study for Obedience                         | Granta                                | Esi Edugyan                | - Adjoa Andoh - Mary Jean Chan - James S. Shapiro - Robert Webb                          |
| 2023                                             | Jonathan Escoffery   | If I Survive You                            | 4th Estate                            | Esi Edugyan                | - Adjoa Andoh - Mary Jean Chan - James S. Shapiro - Robert Webb                          |
| 2023                                             | Paul Harding         | This Other Eden                             | Hutchinson Heinemann                  | Esi Edugyan                | - Adjoa Andoh - Mary Jean Chan - James S. Shapiro - Robert Webb                          |
| 2023                                             | Paul Murray          | The Bee Sting                               | Hamish Hamilton                       | Esi Edugyan                | - Adjoa Andoh - Mary Jean Chan - James S. Shapiro - Robert Webb                          |
| 2023                                             | Chetna Maroo         | Western Lane                                | Picador                               | Esi Edugyan                | - Adjoa Andoh - Mary Jean Chan - James S. Shapiro - Robert Webb                          |
| 2024                                             | Samantha Harvey      | Orbital                                     | Jonathan Cape                         | Edmund de Waal             | - Sara Collins - Justine Jordan - Yiyun Li - Nitin Sawhney                               |
| 2024                                             | Percival Everett     | James                                       | Mantle                                | Edmund de Waal             | - Sara Collins - Justine Jordan - Yiyun Li - Nitin Sawhney                               |
| 2024                                             | Rachel Kushner       | Creation Lake                               | Jonathan Cape                         | Edmund de Waal             | - Sara Collins - Justine Jordan - Yiyun Li - Nitin Sawhney                               |
| 2024                                             | Anne Michaels        | Held                                        | Bloomsbury                            | Edmund de Waal             | - Sara Collins - Justine Jordan - Yiyun Li - Nitin Sawhney                               |
| 2024                                             | Yael van der Wouden  | The Safekeep                                | Viking                                | Edmund de Waal             | - Sara Collins - Justine Jordan - Yiyun Li - Nitin Sawhney                               |
| 2024                                             | Charlotte Wood       | Stone Yard Devotional                       | Sceptre                               | Edmund de Waal             | - Sara Collins - Justine Jordan - Yiyun Li - Nitin Sawhney                               |